# Рейсорд
Рейсорд (нід. Rijsoord) — село в нідерландській провінції Південна Голландія. Входить до муніципалітету Ріддеркерк.

## Історія
До 1855 року мало статус окремого муніципалітету.
15 травня 1940 року у приміщенні місцевої школи головнокомандувач нідерландської армії Генрі Вінкельман підписав капітуляцію нідерландських військ у метрополії після чотирьох днів супротиву наступаючим військам Вермахту.